# 비로켓 우주 발사
비로켓 우주 발사(Non-rocket spacelaunch)는 궤도에 도달하는 데 필요한 속도와 고도의 상당 부분이 로켓 방정식의 한계에 영향을 받지 않는 추진 기술에 의해 제공되는 우주로의 발사에 대한 이론적 개념을 나타낸다. 지금까지 모든 우주 발사는 로켓이었지만 로켓을 대체할 수 있는 로켓도 많이 제안되었다. 조합 발사 시스템, 스카이훅, 로켓 슬레드 발사, 로쿤 또는 공중 발사와 같은 일부 시스템에서는 로켓 추진력을 사용하여 직접 또는 간접적으로 전체 델타 V의 일부가 제공될 수 있다.
현재 발사 비용은 지구에서 저궤도(LEO)까지 킬로그램당 2,500~25,000달러로 매우 높다. 결과적으로 발사 비용은 모든 우주 개발 노력 비용의 큰 부분을 차지한다. 발사 비용이 저렴해지면 우주 임무의 총 비용도 줄어들 것이다. 로켓 방정식의 기하급수적 특성으로 인해 다른 수단을 통해 LEO에 소량의 속도라도 제공하면 궤도 도달 비용을 크게 줄일 수 있는 잠재력이 있다.
킬로그램당 수백 달러의 발사 비용으로 우주 이민, 우주 기반 태양광 발전, 화성의 테라포밍과 같은 많은 대규모 우주 프로젝트가 가능해질 것이다.

## 같이 보기
- 우주선 추진